# Літературна премія мережі книготоргівлі Лундеквіста

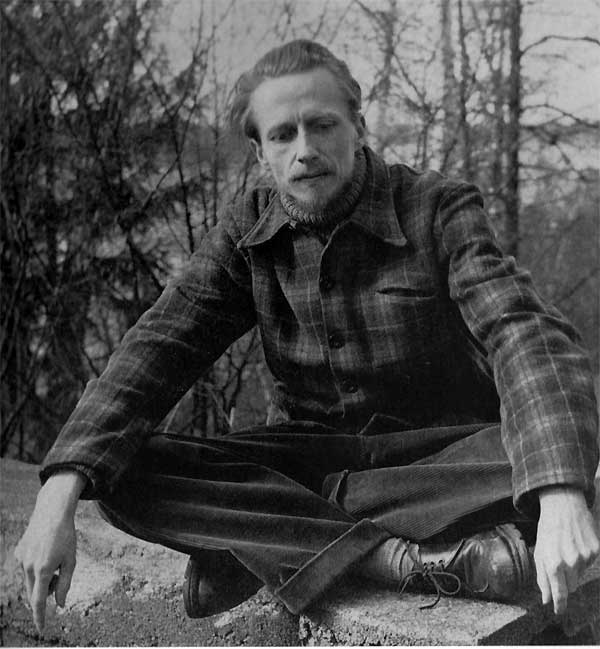
Віллі Чюрклунд, лауреат 1986 року

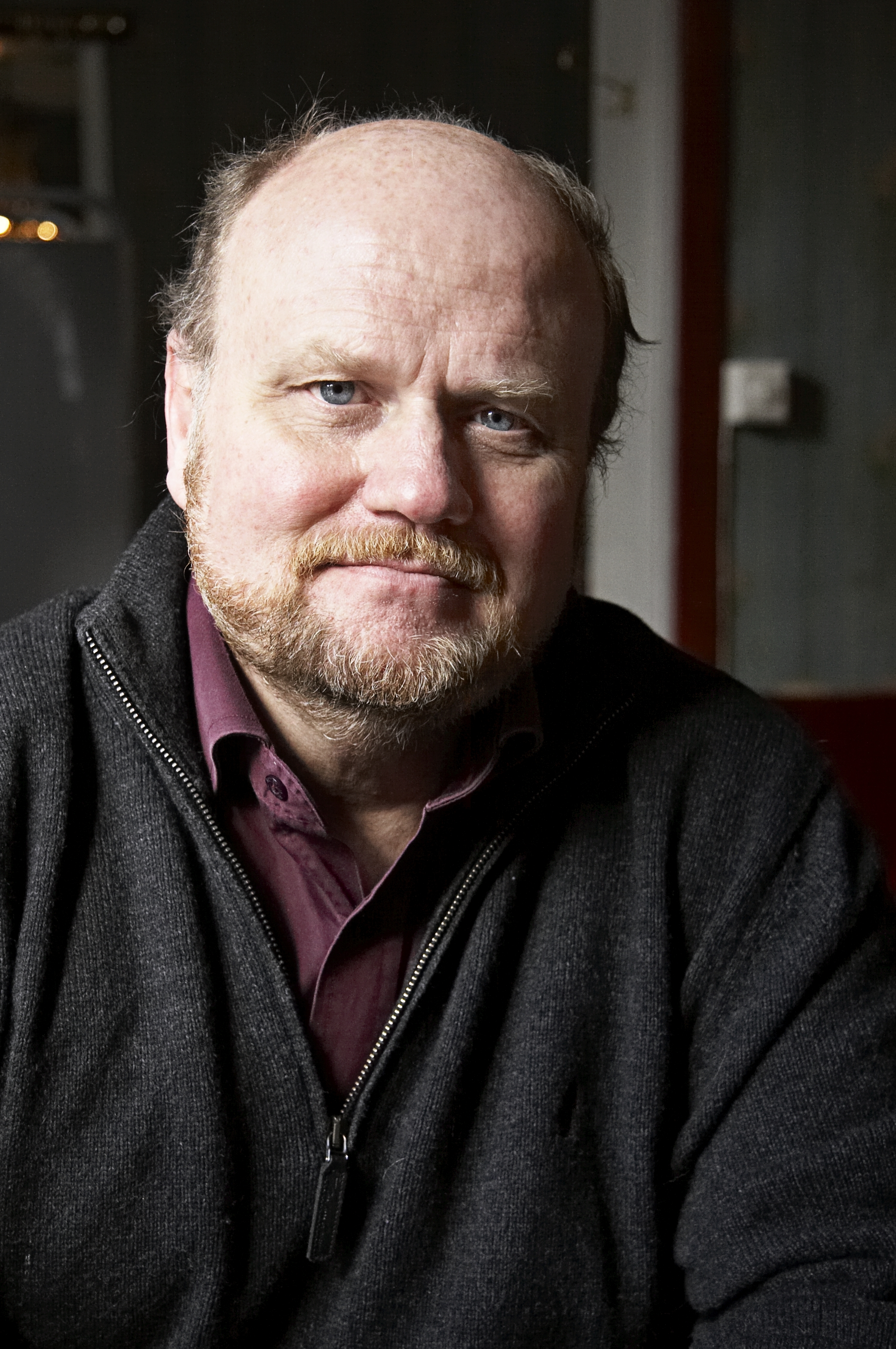
Ула Ларсму, лауреат 1988 року

Літерату́рна пре́мія мере́жі книготоргі́влі Лу́ндеквіста (швед. Lundequistska bokhandelns litteraturpris, також відома як швед. LundeQ-priset) — це літературна нагорода, яку — спершу щороку, а з 2001-го нерегулярно — присуджують літераторам, що живуть у провінції Уппланд і «відзначились особливим мистецьким вкладом у красне письменство». Премію засновано 1984 року, коли мережа книготоргівлі Лундеквіста святкувала своє 150-ліття. Грошовий еквівалент нагороди становить 25 000 шведських крон.

## Лауреати
- 1984 Свен Дельбланк
- 1985 Пітер Нільсон
- 1986 Віллі Чюрклунд
- 1987 Карл-Ерік аф Ґейєрстам
- 1988 Ула Ларсму
- 1989 Карл-Ґустаф Гільдебранд
- 1990 Стіґ Стремгольм
- 1991 Ларс Сунд
- 1992 Ґун Б'єркман
- 1993 Петер Енґлунд
- 1994 Карола Ганссон
- 1995 Ян Ґудмундссон
- 1996 Елсі Юганссон
- 1997 Бу Ґуставссон
- 1998 Гокан Нессер
- 1999 Ян Фрідеґорд
- 2000 Оке Смедберг
- 2001 Каріна Бурман
- 2003 Сіґрід Кале
- 2004 Мерете Мадзарелла
- 2005 Челль Ерікссон
- 2006 Катаріна К'єрі
- 2007 Оса Лінденборг
- 2009 Ларс Арделіус